# ViaThea

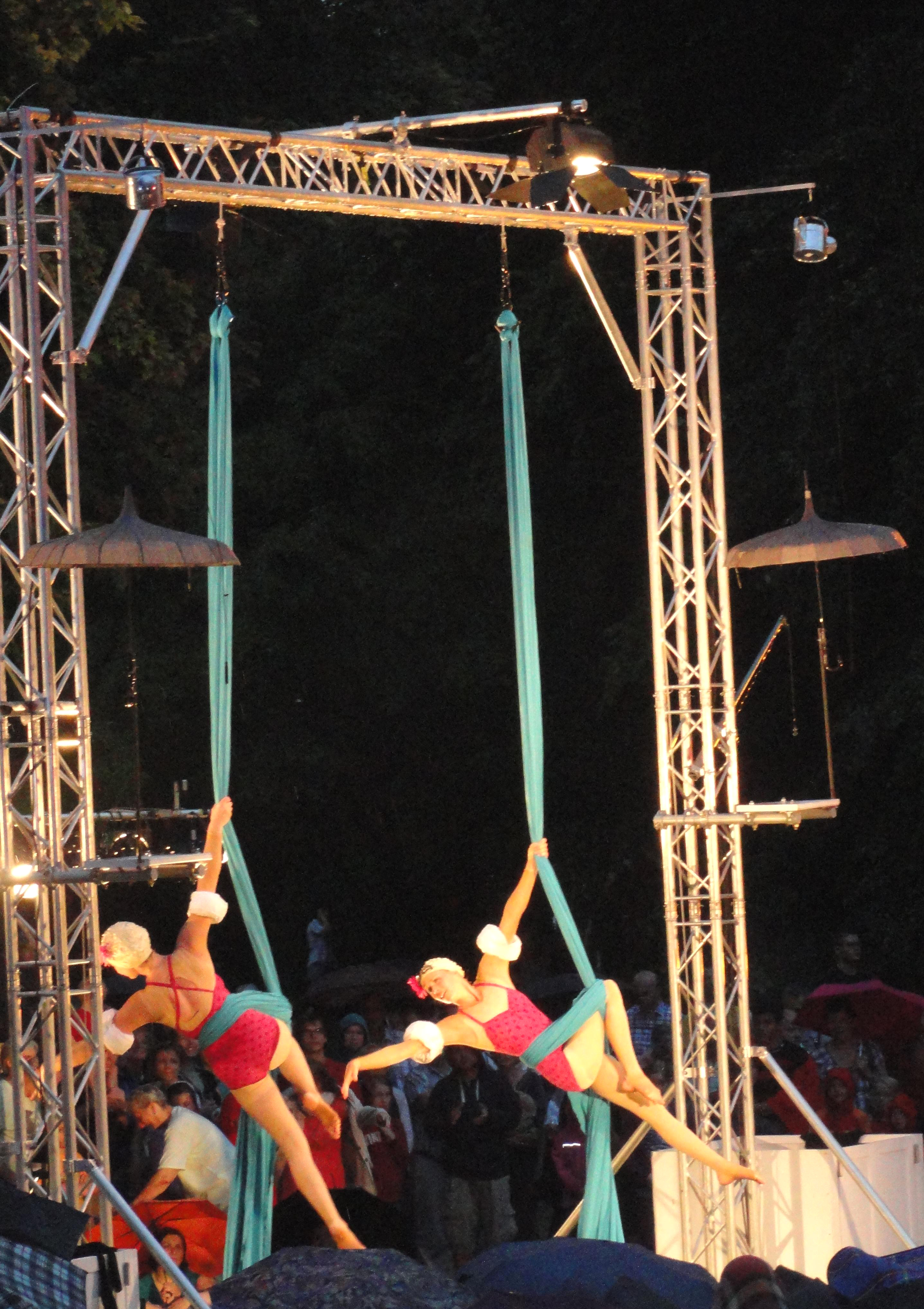
Ellen Urban & Julia Staedler beim 18. ViaThea-Straßentheaterfestival 2012 im Stadtpark Görlitz

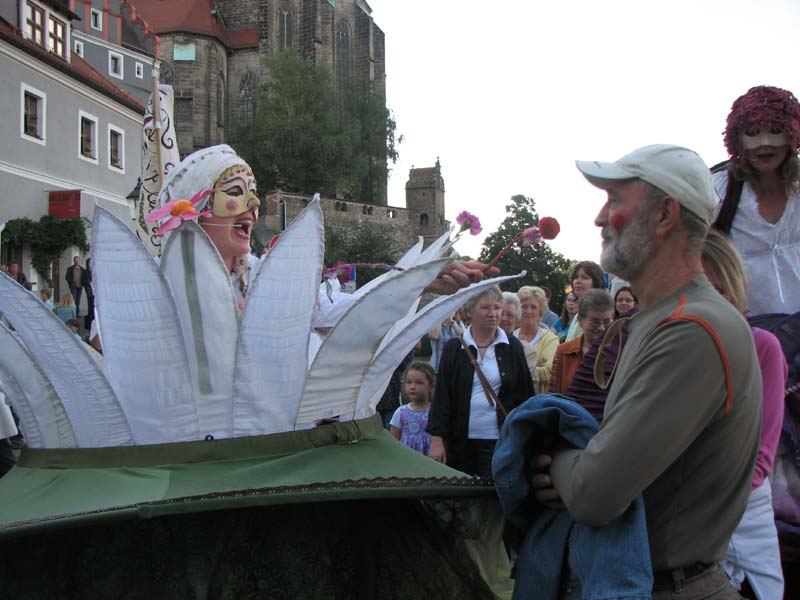
Darstellerin der belgischen Theatergruppe Cie des Quatre Saisons vor der Altstadtbrücke, 2007

Das ViaThea ist ein internationales Straßentheaterfestival in der ostsächsischen Stadt Görlitz und ihrer polnischen Nachbarstadt Zgorzelec. Es findet seit 1995 jährlich für drei Tage im Sommer auf Brücken, Plätzen und Straßen sowie in Grünanlagen der deutsch-polnischen Nachbarstädte statt. Die Eröffnungsveranstaltungen finden stets am Donnerstagabend im Stadtpark statt. In den Jahren 2007–2010 fanden am Sonntag die Veranstaltungen in der etwa 20 Kilometer südöstlich gelegenen Geburtsstadt Jakob Böhmes – in Zawidów (bis 1945: Seidenberg) – statt.
Internationale Künstler und Theatergruppen verwandeln die Innen- und Altstadt beider Städte in eine Theaterbühne unter freiem Himmel und bieten dabei den Zuschauern Stücke aus den Bereichen der darstellenden und bildenden Kunst, des Masken- und Figurentheaters, Cirque Nouveau und Physical Theatre dar. Auch Stücke mit Stelzendarstellern, Walk Acts, Tanztheater, Musik, Artistik, Akrobatik und Paraden gehören zu den jährlichen Veranstaltungen im Rahmen des ViaThea.
Der Zutritt zu den Veranstaltungsorten ist frei. Finanziert wird das Straßentheaterfestival durch Sponsoren, die Stadt Görlitz und den Verkauf von Programmheften und Werbeartikeln. Zu den weiteren Unterstützern zählt der ViaThea Förderverein. Der Verein unterstützt das Fest sowohl personell als auch finanziell. Laut Angaben des Fördervereins kostete das Fest 2011 130.000 Euro. Die Stadt und der Hauptsponsor Veolia stellten davon jeweils 50.000 Euro. Veranstalter des Festes ist das Gerhart-Hauptmann-Theater Görlitz-Zittau bzw. war die Musiktheater Oberlausitz/Niederschlesien.
Seit dem 12. Straßentheaterfestival 2006 findet die Veranstaltung jährlich unter einem anderen Thema statt.
| Nr. | Jahr | Zeitraum             | Motto                                           |
| --- | ---- | -------------------- | ----------------------------------------------- |
| 12. | 2006 | 3. – 5. August       | „Cirque Nouveau“                                |
| 13. | 2007 | 2. – 4. August       | „Körpertheater“                                 |
| 14. | 2008 | 31. Juli – 2. August | „Wasser und Grenzen“                            |
| 15. | 2009 | 6. – 8. August       | „Wiedersehen mit Freunden“                      |
| 16. | 2010 | 5. – 7. August       | „Grenzenlose Begegnungen mit der Kunst“         |
| 17. | 2011 | 4. – 6. August       | „Begegnungen auf der via regia mit der ViaThea“ |
| 18. | 2012 | 2. – 4. August       | „Straßenmusik“                                  |
| 19. | 2013 | 1. – 3. August       | „Miteinander grenzenlos“                        |
| 20. | 2014 | 7. – 9. August       | „20 Jahre ViaThea“                              |
| 21. | 2015 | 2. – 4. Juli         |                                                 |
| 22. | 2016 | 7. – 9. Juli         |                                                 |
| 23. | 2017 | 6. – 8. Juli         |                                                 |
| 24. | 2018 | 28. – 30. Juni       |                                                 |
| 25. | 2019 | 4. – 7. Juli         |                                                 |
| 26. | 2022 | 7. – 9. Juli         |                                                 |
| 27. | 2023 | 6. – 8. Juli         |                                                 |

Das Straßentheaterfest ist Mitglied im Bundesverband Theater im öffentlichen Raum e. V.